# Annona chiriquensis
Annona chiriquensis är en kirimojaväxtart som beskrevs av Jean Jules Linden.
Annona chiriquensis ingår i släktet annonor och familjen kirimojaväxter. Inga underarter finns listade i Catalogue of Life.